# Relations entre le Cameroun et l'Inde
Les relations entre le Cameroun et l'Inde sont les relations bilatérales de la république du Cameroun et de la république de l'Inde. Le haut-commissariat de l'Inde à Abuja, au Nigeria, est simultanément accrédité au Cameroun. L'Inde a également un consulat honoraire à Douala. Le Cameroun n'a pas de mission diplomatique en Inde.

## Histoire
Les relations diplomatiques entre le Cameroun et l'Inde ont été établies en 1960, l'année où le premier a déclaré son indépendance,. Les dirigeants camerounais ont exprimé leur appréciation pour les contributions de l'Inde à l'Afrique, sa démocratie laïque et son progrès économique, ainsi que pour son rôle de leader au sein du Mouvement des non-alignés (MNA). Le Cameroun a voté pour la candidature du diplomate indien Kamalesh Sharma au poste de secrétaire général du Commonwealth.
Le président camerounais Paul Biya s'est rendu en Inde en 1983 pour assister au sommet du MNA. Le Premier ministre Philémon Yang, accompagné de sept ministres et d'une délégation d'hommes d'affaires, s'est rendu à New Delhi en mars 2013 pour participer au conclave Afrique-CII/Exim Bank. Plusieurs autres ministres et responsables gouvernementaux camerounais se sont également rendus dans le pays. Depuis l'Inde, les visites au Cameroun ont été effectuées au plus haut niveau, celui de ministre d'État. Le ministre d'État au développement industriel s'est rendu au Cameroun en février 1988 et a été le premier représentant du gouvernement indien à visiter le pays. Le ministre d'État aux affaires extérieures s'est rendu au Cameroun en avril 1990, et le ministre d'État Ram Shankar Katheria (en) en septembre 2015.
Le ministre camerounais des relations extérieures, M. Mbella Mbella, a conduit la délégation au troisième sommet du Forum Inde-Afrique en octobre 2015. Il s'est également entretenu avec son homologue indien, Sushma Swaraj, et les deux ont discuté du militantisme en Afrique. Le Cameroun a demandé l'aide de l'Inde pour construire son secteur de la défense et aussi pour combattre Boko Haram,. En réponse, l'Inde a envoyé des fonctionnaires pour former les forces de défense camerounaises aux opérations anti-insurrectionnelles et anti-terroristes,.